# NewsDay (Zimbabwe)
Le NewsDay est un quotidien en langue anglaise publié au Zimbabwe, indépendant du pouvoir.

## Historique
Le journal est créé par Trevor Ncube en 2010. Le dernier quotidien indépendant du pouvoir avait été interdit sept ans plus tôt, en 2003. Trevor Ncube veut faire contrepoint à la presse contrôlée par le gouvernement, avec un journal, déclare-t-il, « sans haine, sans culte de la personnalité, sans propagande ». 
En mars 2017, deux journalistes du journal sont arrêtés à la suite de la publication d’un article s’interrogeant sur la santé du président Mugabe. En avril 2017, un éditorialiste du quotidien affirme, à propos des festivités pour  l’anniversaire de Robert Mugabe : « un homme de 93 ans, quel qu’il soit, est incapable d’apporter des réponses aux maux du XXIe siècle ».  Mi-août, le journal s’interroge à nouveau sur Robert Mugabe, à la suite d'un comportement a priori hasardeux de son épouse en Afrique du Sud : « Comment peut-on confier la responsabilité de toute une nation à un homme qui n’est même pas capable de contrôler sa propre famille ? ».